# Jatropha hintonii
Jatropha hintonii là một loài thực vật có hoa trong họ Đại kích. Loài này được Wilbur mô tả khoa học đầu tiên năm 1954.